# 나훔

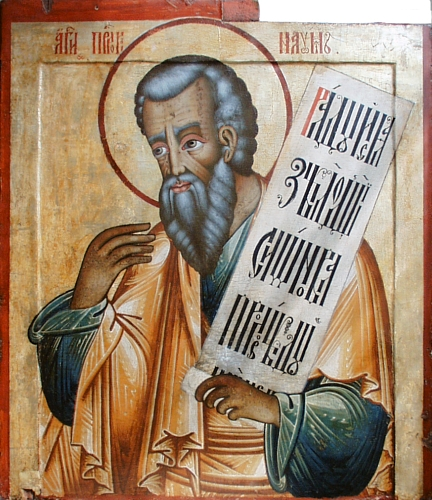
대언자 나훔의 18세기 러시아 정교회 이콘

나훔(/ˈnegree.əm/ 또는 /ˈneˈhəm/; 히브리어: נַחוּם Naḥūm)은 소예언자였으며 그의 예언은 히브리어 성경 및 구약이라고도 불리는 타나크에 기록되어 있다. 그의 책은 성경에서 미가서와 하바꾹서 사이에 연대순으로 나온다. 그는 아시리아 제국의 종말과 그 수도인 니네베에 대해 생생한 시적 문체로 썼다.

## 생애
나훔의 개인 이력에 대해서는 알려진 바가 거의 없다. 그의 이름은 "위로자"를 뜻하며 알코쉬(나훔 1:1) 마을 출신이었다. 학자들은 이 도시를 오늘날 이라크 북부의 알코시와 갈릴리 북부의 가버나움을 포함한 여러 도시와 동일시하려고 시도했다. 그러나 그는 매우 민족주의적인 히브리인이었고 엘고스 사람들과 함께 평화롭게 살았다. 엘고스 사람이라 불리는 나훔은 소선지서 서열 일곱째에 해당한다.